# Comunidad nativa de Nuevo Mundo
Nuevo Mundo es una comunidad nativa machiguenga (o matsigenka) ubicada en el distrito de Megantoni, provincia de La Convención, en el departamento de Cusco en Perú. Posee una extensión de 13 953 hectáreas de territorio, situada a las orillas del río Urubamba, y abarca los ríos Huitricaya, Kumbiroshiato y Mipaya, hasta los límites definidos con la comunidad kakinte de Kitepampani. Alberga una población de 506 habitantes.
La mayoría de sus residentes pertenecen al grupo étnico machiguenga, aunque también se encuentran personas foráneas y miembros de otras etnias como los asháninca, yine y kakinte.
Está reconocida como comunidad nativa según la resolución de reconocimiento R. 126-AE-ORAMS-VII-74 de fecha 30 de septiembre de 1974, que la identifica como pueblo indígena machiguenga dentro de la base de datos del Estado peruano. Forma parte de las 23 comunidades nativas registradas en el distrito de Megantoni, y es una de las 69 comunidades machiguenga identificadas en la Amazonía de los departamentos de Ayacucho, Cusco, Madre de Dios y Ucayali.
La comunidad ha enfrentado diversos impactos ambientales, como la contaminación del agua y derrames de petróleo causados por la empresa Repsol. Además, la expansión de dicha empresa incluyó la construcción de una planta de compresión sin previa consulta a la población, ubicada a tan solo 400 metros de las viviendas de la comunidad.

## Historia
La comunidad fue establecida el 15 de septiembre de 1974 y está inscrita en el Registro Nacional de Comunidades Nativas. Posee un territorio de 1 651 hectáreas, respaldado por un título de propiedad legalmente reconocido a través de una Resolución Ministerial n.º 00494-83-AG/DGRAAR . Además, cuenta con el reconocimiento de una reserva de 10 621 hectáreas según una Resolución Directoral  que figura en su estatuto comunal del 2020.
En 2005, la compañía Repsol llegó para llevar a cabo la exploración en el Lote 57, otorgado por el estado. Entre 2010 y 2016, surgieron los primeros problemas ambientales con el vertido de petróleo en el río Huitricaya. Además, en 2014, se inició la construcción de una planta de compresión sin la autorización de la comunidad y sin respetar sus derechos.